# Luka Cvetićanin
Luka Cvetićanin (en serbe : Лука Цветићанин), né le 11 février 2003 à Belgrade en Serbie, est un footballeur serbe qui évolue au poste d'ailier gauche au FK Voždovac.

## Biographie

### En club
Né à Belgrade en Serbie, Luka Cveticanin est formé par l'un des clubs les plus importants du pays, le Partizan Belgrade, où il signe son premier contrat lors de l'été 2018. Mais c'est au FK Voždovac, qu'il rejoint en 2019, qu'il fait ses débuts en professionnel. Il joue son premier match lors d'une rencontre de championnat face au FK Mladost Lučani le 24 août 2019, alors qu'il n'a que 16 ans. Il entre en jeu et son équipe s'impose par deux buts à zéro. Considéré comme l'un des jeunes joueurs les plus prometteurs de sa génération, il impressionne pour ses débuts en professionnel.
En octobre 2020, le quotidien The Guardian le place dans une liste des 60 meilleurs jeunes talents nés en 2003. Le 6 février 2021, il inscrit son premier but en professionnel lors d'une rencontre de championnat face au FK Radnik Surdulica. Il est titulaire et son but permet à son équipe d'accrocher le match nul (1-1 score final).

### En sélection nationale
Avec les moins de 16 ans, il marque deux buts lors de matchs amicaux, contre Israël et la Russie.
Sélectionné avec les moins de 17 ans de 2018 à 2019, il se fait remarquer en délivrant une passe décisive lors de la victoire des jeunes serbes face à la Slovaquie le 26 mars 2019 (1-3) et une autre lors de la défaite face à la Lettonie le 24 octobre 2019.